# محمد نادری (کشتی‌گیر)
محمد نادری (زادهٔ ۱۸ اردیبهشت ۱۳۶۳) کشتی‌گیر آزادکار، ورزشکار تیم ملی ایران است. محمد نادری در مسابقات کشتی آزاد آسیایی بزرگسالان ۲۰۱۶ در بانکو‌ک در وزن ۷۰ کیلوگرم کشتی آزاد مدال برنز را کسب کرد.

## فعالیت حرفه‌ای ورزشی

### قهرمانی آسیا ۲۰۱۶
در وزن ۷۰ کیلوگرم محمد نادری که در دور اول با قرعه استراحت روبرو شده بود در دور بعد به مصاف حریفی از تایلند رفت و با پیروزی راهی نیمه نهایی شد اما در این دیدار در برابر آدام باتیروف روسی الاصل تیم بحرین شکست خورد و راهی دیدار رده‌بندی شد. وی در رده‌بندی برابر حریف ژاپنی خود در یک کشتی پر افت و خیز به پیروزی رسید و یک مدال برنز به جمع مدال‌های ایران در این دوره از رقابتها افزود.